# Pîrohiv, Tîvriv
Pîrohiv (în ucraineană Пирогів) este un sat în comuna Rahnî-Polovi din raionul Tîvriv, regiunea Vinnița, Ucraina.

## Demografie
Componența lingvistică a localității Pîrohiv
     Ucraineană (96,62%)
     Română (2,26%)
     Alte limbi (0,75%)
Conform recensământului din 2001, majoritatea populației localității Pîrohiv era vorbitoare de ucraineană (96,62%), existând în minoritate și vorbitori de română (2,26%).